# Landhaus (Architektur)
Ein Landhaus ist ein ländlich stilisiertes, freistehendes Wohnhaus auf dem Land, umgeben von einer Gartenfläche. Es wurde meist auf der Flur von Dörfern in der Umgebung größerer Städte für eine wohlhabende Familie mit ihrer Dienerschaft errichtet, die es Anfang des 19. Jahrhunderts in der Regel nur im Sommer, zur Sommerfrische, bewohnte.
An den Rändern großer Städte entwickelte sich das Landhaus zur Villa mit ihrem höheren repräsentativen Anspruch sowie der Möglichkeit zum ganzjährigen Wohnen weiter. Anfang des 20. Jahrhunderts entstand als Gegenentwurf zum Historismus mit der Gartenstadtbewegung, der Reformarchitektur sowie der Heimatschutzarchitektur eine Rückbesinnung auf das schlichtere, teilweise „malerisch-unregelmäßig gestaltete“ Landhaus.
Architekturstilistisch und denkmalpflegerisch lassen sich zwischen, häufig dem Klassizismus angehörenden, Landhäusern des beginnenden 19. Jahrhunderts und den eher zum Historismus oder dem Jugendstil zuzuordnenden, späteren Villen sowie dann wieder den von Gedanken zur Reformarchitektur beeinflussten Landhäusern des beginnenden 20. Jahrhunderts vielfältige Zwischenformen finden. Diese werden dann häufig als villenartiges Landhaus oder landhausartige Villa beschrieben.

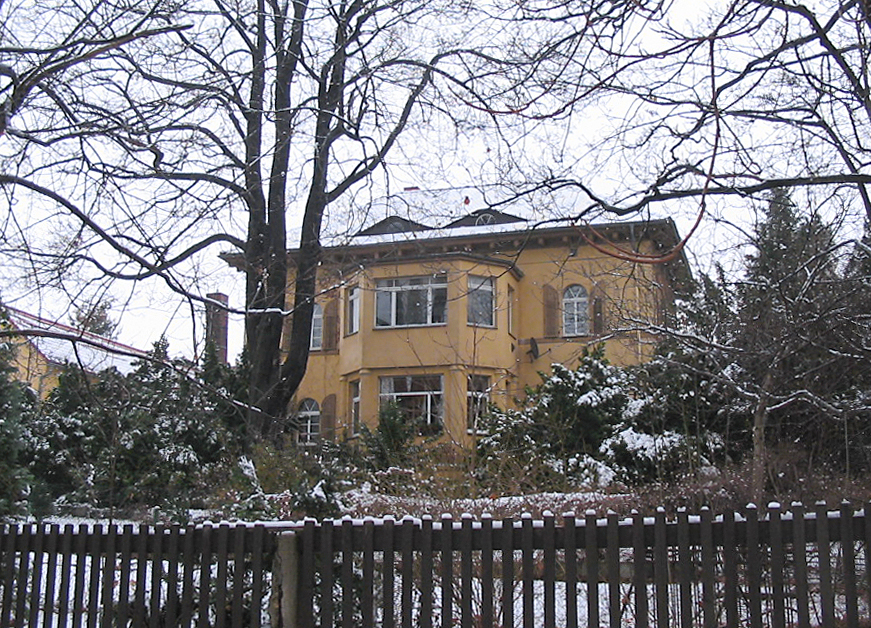
Landhaus C. G. Ziller von 1834 in Radebeul
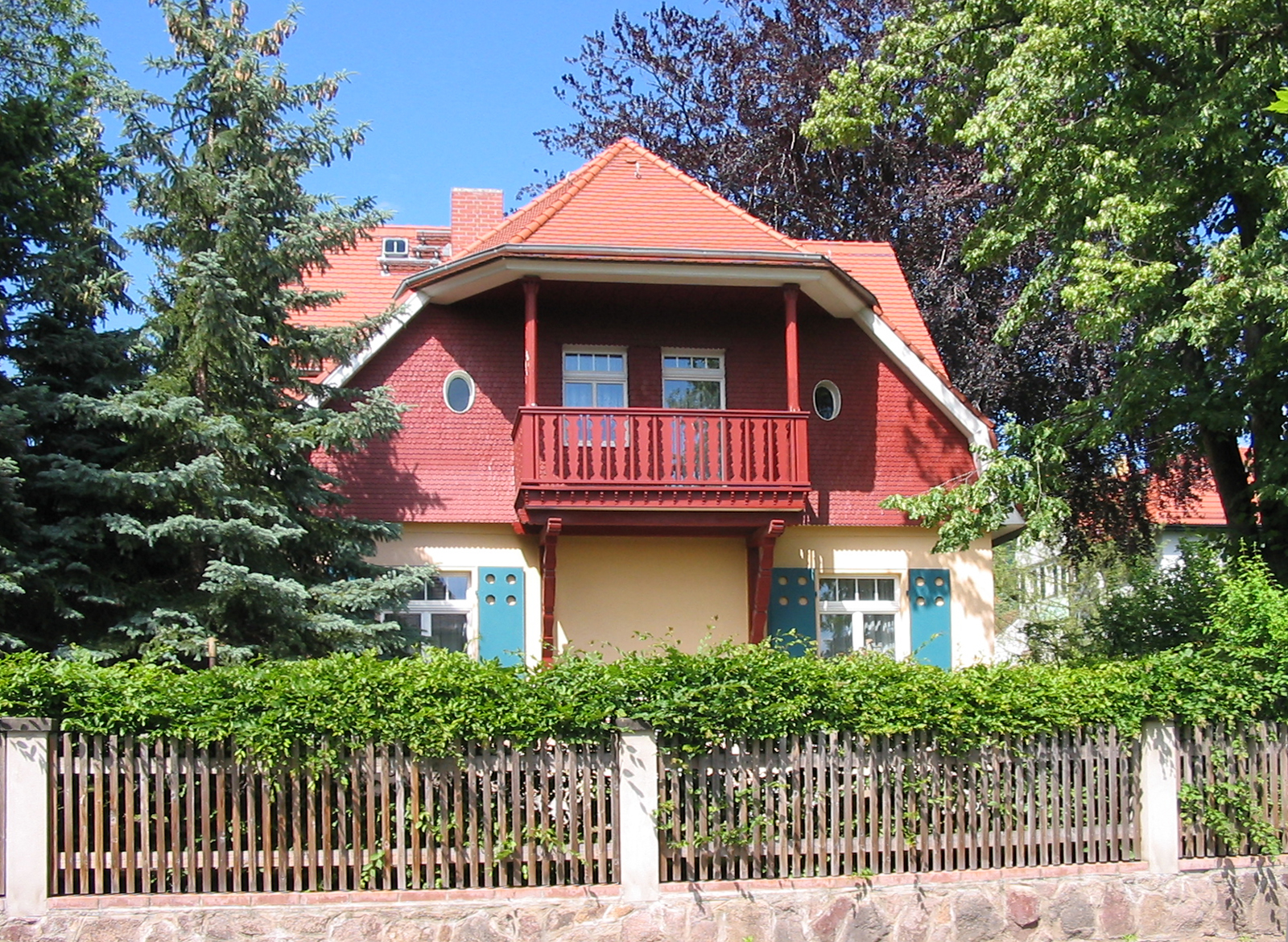
Landhaus Lutzmann von 1906 in Radebeul
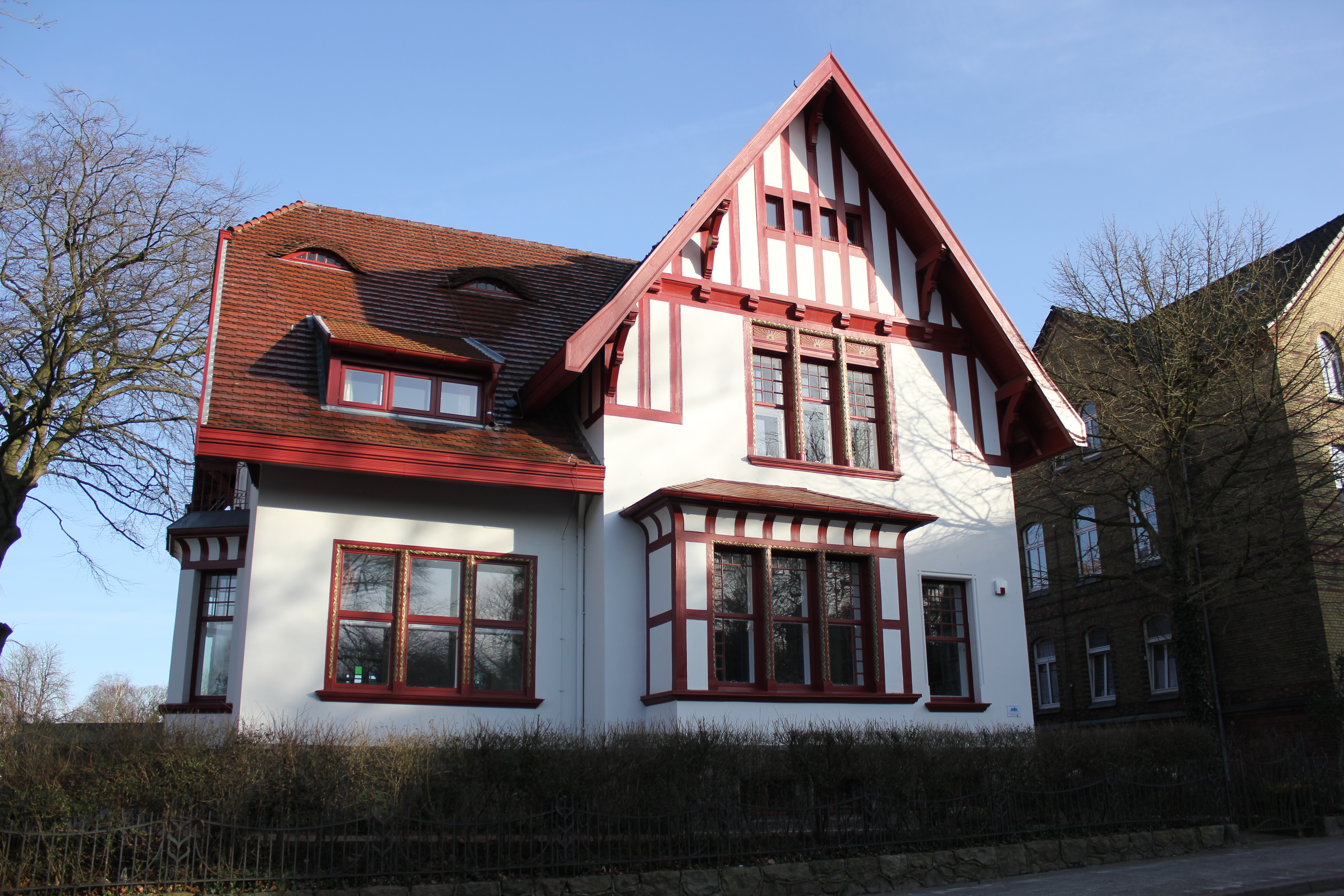
Das Jens-Jessen-Haus in Flensburg von 1903/04